# Вільгельм Брассе
Вільгельм Брассе (пол. Wilhelm Brasse; 3 грудня 1917 — 23 жовтня 2012) — польський фаховий фотограф, в'язень концентраційного табору Освенцим. Набув відомості завдяки тому, що за завданням адміністрації фотографував ув'язнених; його працю та життя було описано в документальному фільмі «Portrecista», що вийшов на каналі TVP1 1 січня 2006 року.
Батько Брассе був австрійцем, а мати — полькою. Він навчився фотографувати в Катовицях в ательє своєї тітки. Після вторгнення Німеччини до Польщі й окупації рідного міста Вільгельма, Живця, розташованого на півдні Польщі, Брассе допитав офіцер СС. Вільгельм відмовився присягнути на вірність Гітлеру, після чого його кинули до в'язниці на три місяці. Після звільнення Брассе спробував уникнути потрапляння до фолькслиста й мобілізації до німецької армії, втікши до Угорщини для того, щоб приєднатись до польських військ, що перебували у Франції. На польсько-угорському кордоні його та кількох інших молодих людей затримали й відправили до концентраційного табору Аушвіц-Біркенау; там Брассе надали табірний номер 3444. Оскільки він працював фотографом у Сілезії, адміністрація табору призначила його на роботу фотографом, де він робив світлини ув'язнених, робіт, що вони виконували, а також медичних експериментів над бранцями. Брассе припускав, що зробив від 40 000 до 50 000 «ідентифікаційних світлин» у 1940—1945 роках до того, як його перевели до Ебензе (філія Маутгаузена), звільнена союзниками у травні 1945 року.
Хоч багато світлин Брассе не вціліли, кілька сотень його праць зберігаються в Музеї Аушвіц-Біркенау й на меморіалі Яд Вашем. Його світлини, особливо знімок бранки Чеслави Квоки, стали джерелом натхнення для створення книжки Painting Czesława Kwoka, що здобула нагороду «LIFE Award».

## Біографія
Народився 3 грудня 1917 року. Його батько був нащадком австрійських колоністів, який воював у польській армії під час радянсько-польської війни. В ательє, де Вільгельм працював фотографом, помітили його талант і вміння допомагати клієнтам розслабитись і не нервувати.
31 серпня 1940 року його ув'язнили в концентраційному таборі Аушвіц-Біркенау, який було нещодавно відкрито.
У лютому 1941 року Вільгельма та кількох інших ув'язнених викликали в кабінет коменданта табору Рудольфа Гьосса, де перевірили їхні навички фотографування; Брассе окремо відзначили за навички роботи в лабораторії й уміння поводитись із камерою, а також знання німецької мови, після чого наказали зайнятись документальним зніманням у бригаді «Erkennungsdienst», в якій окрім Вільгельма було ще чотири особи. Брассе в інтерв'ю казав, що відчував стид перед тими, кого фотографував, однак не міг нічим їм допомогти, боючись порушити наказ. За півтора роки Вільгельм зустрів Йозефа Менгеле — лікаря, який проводив медичні експерименти над ув'язненими; останньому сподобались світлини Брассе й він наказав фотографу зняти кількох близнюків, а також в'язнів з вадами розвитку, над якими Менгеле проводив досліди. Зокрема, йому довелось сфотографувати експерименти з убивства ув'язнених газом Циклон Б. Окрім в'язнів фотографуватись приходили й люди з адміністрації табору. Завдяки такій праці Брассе отримував цигарки та їжу. Після вторгнення радянських військ до Польщі в результаті Вісло-Одерської операції, Вільгельма й тисячі інших ув'язнених перегнали до концентраційного табору Ебензе, звідки їх на початку травня 1945 року визволили американські війська.
Повернувшись додому до Живця, Брассе спробував повернутись до фотографування, однак спогади й картини побаченого продовжували переслідувати його під час роботи: «Щоразу, коли я дивився у видошукач, там з'являлись єврейські дівчата». Зрештою він покинув фотографування і відкрив «в міру успішний» бізнес з виробництва упаковок для ковбаси..
Брассе повертався до музею Аушвіц-Біркенау, щобподілитись спогадами з відвідувачами, і, хоч він мав при собі маленьку довоєнну фотокамеру Kodak", він не зробив жодної світлини.
Вільгельм був одружений, мав двох дітей і п'ятьох онуків. Він жив зі своєю дружиною в Живці до самої смерті у 94-річному віці. Про смерть Брассе оголосила історикиня музею Аушвіц-Біркенау.

## Світлини з Освенцима

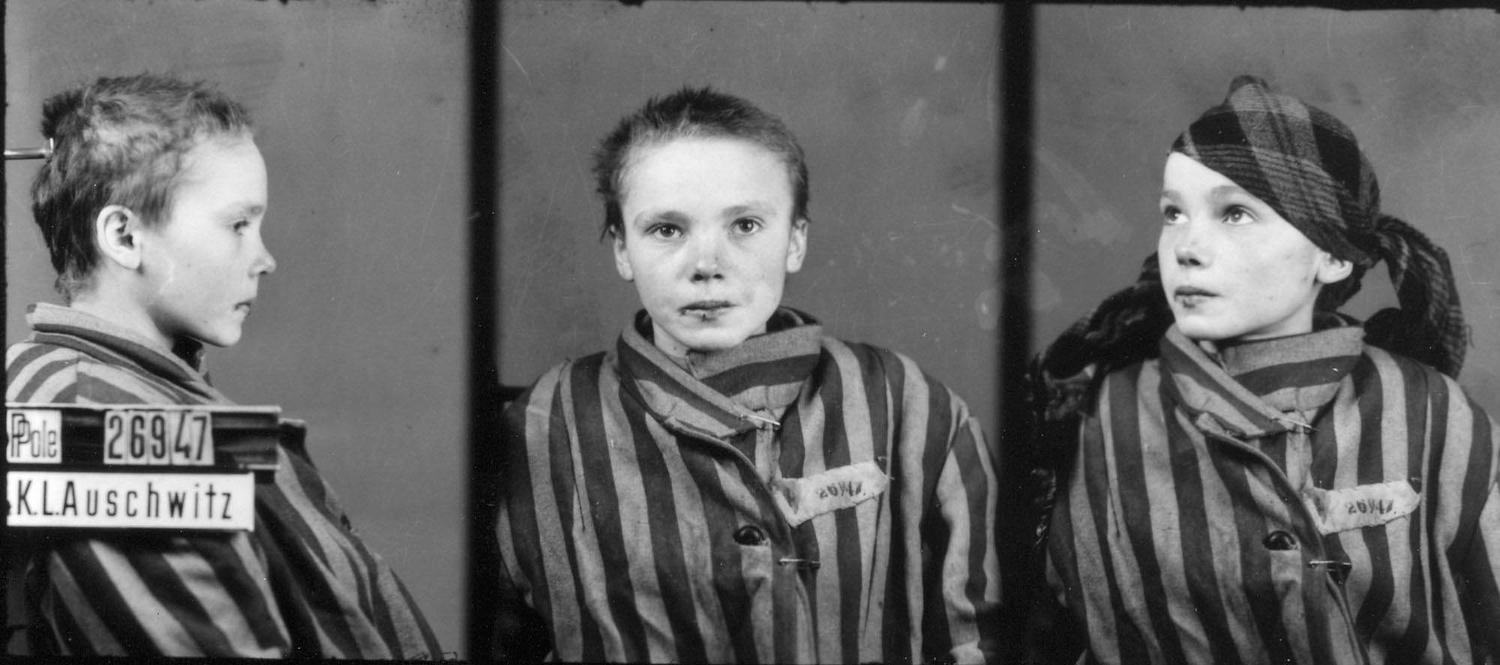
Чеслава Квока

Доктор Менгеле наполягав на тому, щоб Вільгельм робив по три світлини кожного в'язня: анфас, у профіль та у три чверті. Для фотографування виділили кімнату. Там була рухома платформа, на яку встановили стілець. Фотограф міг повертати стілець, не змушуючи людей вставати. Перших 35 000 в'язнів фотографували поспіль, а потім євреїв припинили направляти до Вільгельма, оскільки вони вирушали одразу до газових камер.
Коли перед відступом адміністрація табору наказала фотографам знищити світлини, вони кинули свої праці у вогонь, однак заледве начальство залишило приміщення, Брассе залив багаття водою та врятував частину фотографій.
Аналогічні світлини, в тому числі й авторства Брассе, доступні на сайті Музею Голокосту та власне на фізичній виставці всередині нього.

## Праці, присвячені Вільгельму Брассе та його світлинам
- Auschwitz: The Nazis and 'The Final Solution' (Бі-бі-сі, 2005), «Surprising Beginnings» та «Orders & Initiatives» (1, 2 серії)[25].
- The Portraitist (Portrecista, TVP1, Польща, 2005)[26]. 52-хвилинний польський фільм, режисер — Ірек Добровольський. Прем'єрний показ на телебаченні відбувся 1 січня 2006, а на кіноекрані — 19 березня 2007 року у Синагозі Сідного Лондона[27]. Упродовж фільму Брассе розповідає про те, як потрапив у табір, а також про свою працю там і про деякі світлини[12].
- Світлини дітей-в'язнів, зроблені Вільгельмом, та які експонуються в музеї Аушвіц-Біркенау, особливо фото Чеслави Квоки, надихнули поетесу Терезу Едвардс і художницю Лорі Шрайнер на створення книги «Painting Czesława Kwoka»[28]. Відповідно до інформації з каталогу виставки, де перебували праці Едвардс і Шрайнер, задумка полягала в увічненні пам'яти дітей, які стали жертвами Голокосту, а також загинули у війні[28][29]. 2007 року книга здобула «Tacenda Literary Award» як найкраща спільна праця[30][14].